# Phylapora
Phylapora là một chi bướm đêm thuộc họ Noctuidae.